# سید احمدخان ساوه‌ای
سید احمدخان ساوه‌ای (زاده ۱۲۳۱ - درگذشته ۱۳۱۰ - ساوه) از خوانندگان اهل ساوه در اواخر دوران قاجار بوده‌است.

## زندگی
اولین معلم آواز سید احمدخان ساوه‌ای پدرش بود که به رسم گذشته پای منبر می‌خواند و اغلب در مراسم عزاداری مرثیه‌سرایی می‌کرده تا اینکه معین البکاء تفرشی در یکی از سفرهای خود به ساوه آواز سید احمدخان را شنید و او را همراه خود به تکیه دولت تهران برد و از آنجا به بعد بود که این آوازخوان رشد کرد.
اجرای تحریرهای مسلسل و مقطع به‌کارگیری گوشه‌های مختلف و همچنین استعداد او در پرده‌شناسی از ویژگی‌های بارز شیوه آوازی سید احمد خان بود
از آنجا که در دوره قاجار تمامی هنرمندان موسیقی طراز اول مورد حمایت درباریان بوده‌اند سید احمد خان نیز در دستگاه مستوفی الممالک بوده و مورد حمایت او قرار داشته که بعدها نیز داماد آن خانواده می‌شود.
هنرشناسانی مانند ادیب‌الممالک فراهانی، میرزا ابراهیم بوذری و عبدالله دوامی هنر وی را ستوده‌اند.
وی پس از روی کارآمدن رضاشاه به انزوا گرائید و به زادگاهش ساوه بازگشت و تا اواخر عمر همچنان به شبیه‌خوانی در ماه محرم مشغول بود. احمدخان در سال ۱۳۱۰ شمسی در ساوه درگذشت.

## آثار
سید احمدخان در سال ۱۲۸۴ شمسی به دعوت کمپانی گرامافون صفحاتی را در تهران ضبط می‌کند.
در سال ۱۲۸۶ شمسی نیز با گروهی ۸ نفره برای ضبط صفحه عازم پاریس می‌شود که صفحات ضبط شده در این سال که به نام (ادن) شهرت داشت به خاطر مشکلاتی که در قرارداد گروه و هامبارسوم (نماینده ضبط) به وجود آمد به جز تعدادی به تهران نرسید.
نمونه‌هایی از آثار وی که بر روی صفحه سنگی ضبط شده‌است عبارتند از:
- آواز دشتی، تصنیف ارمنی رنگ ایرانی، آواز سید احمدخان، تار درویش‌خان
- آواز منصوری با اشعار منصوری، آواز سید احمدخان، تار درویش‌خان
- آواز ماوراءالنهر، آواز سیداحمدخان، تار آقا حسینقلی
- آذربایجانی با تصنیف و رنگ، آواز سیداحمدخان، تار آقا حسینقلی

تسلط بر ردیف، سواد شعری کافی، اجرای تحریرهای مسلسل، مقطع، به‌کارگیری گوشه‌های مختلف، استعداد او در پرده‌شناسی و حساسیت کم‌نظیر گوش او، گرفتن پرده‌های غیر آشکار، آغاز کردن از نقاط غیرمعمول در گردش ملودی، فرودهای شورانگیز و ادای صحیح هر صدا در محدودهٔ درست خویش از ویژگی‌های بارز شیوهٔ آوازی اوست.
لیست کامل آثار وی در کتاب گلبانگ سربلندی (انتشارات فرهنگستان هنر) آمده‌است.
تصویر متن قرارداد صفحات پاریس در کتاب موسیقی ایران در سده گذشته (انتشارات فرهنگستان هنر) منتشر شده‌است.